# Kostas Simitis
Kostas Simitis, właśc. Konstandinos Simitis (gr. Κωνσταντίνος „Κώστας” Σημίτης; ur. 23 czerwca 1936 w Pireusie, zm. 5 stycznia 2025 w Koryncie) – grecki polityk, prawnik i nauczyciel akademicki, parlamentarzysta i minister, w latach 1996–2004 premier Grecji i przewodniczący Panhelleńskiego Ruchu Socjalistycznego (PASOK).

## Życiorys
Absolwent prawa na Uniwersytecie w Marburgu (1959), w latach 1961–1963 studiował w London School of Economics. Od 1961 praktykował w zawodzie prawnika. W 1965 współtworzył towarzystwo naukowe imienia Aleksandrosa Papanastasiu. W latach 1967–1969 działał w opozycji wobec junty czarnych pułkowników. Aby uniknąć aresztowania (co spotkało jego żonę), wyemigrował do Niemiec. Pracował tam jako profesor prawa handlowego i cywilnego na Uniwersytecie w Gießen. Od 1970 wchodził w skład rady emigracyjnej organizacji opozycyjnej PAK kierowanej przez Andreasa Papandreu.
W 1974 powrócił do Grecji, w tym samym roku był wśród założycieli Panhelleńskiego Ruchu Socjalistycznego. W 1977 objął profesurę na Uniwersytecie Panteion w Atenach. W październiku 1981 został ministrem rolnictwa, w lipcu 1985 przeszedł na stanowisko ministra gospodarki narodowej, które zajmował do października 1987. W 1985 po raz pierwszy uzyskał mandat posła do Parlamentu Hellenów w okręgu wyborczym Pireus A. Z powodzeniem ubiegał się o reelekcję w wyborach w czerwcu 1989, listopada 1989, 1990, 1993, 1996, 2000, 2004 i 2007, pełniąc obowiązki deputowanego do 2009. Od czerwca do listopada 1989 ponownie wchodził w skład rządu jako minister edukacji. W październiku 1993 został ministrem przemysłu, energii, technologii i handlu. We wrześniu 1995 zrezygnował z tej funkcji oraz z miejsca w biurze politycznym swojej partii, co nastąpiło po tym, jak został skrytykowany przez premiera za nieudaną prywatyzację greckiego przedsiębiorstwa stoczniowego.
W styczniu 1996 Andreas Papandreu ustąpił ze stanowiska premiera. 22 stycznia tegoż roku Kostas Simitis, po uzyskaniu partyjnej nominacji, objął ten urząd. 30 czerwca tegoż roku został również nowym przewodniczącym PASOK-u (Andreas Papandreu kierował partią do czasu swojej śmierci tydzień wcześniej). Socjaliści pod przywództwem Kostasa Simitisa zwyciężali w wyborach w 1996 i 2000. Ich lider po tych wyborach pozostawał premierem, tworząc dwa kolejne gabinety. Na czele greckiego rządu stał do 10 marca 2004, gdy po przegranych przez PASOK wyborach nowym premierem został Kostas Karamanlis z Nowej Demokraci. Miesiąc wcześniej na czele partii zastąpił go Jorgos Papandreu.
Był później członkiem Komitetu Działania na rzecz Europejskiej Demokracji, który przygotował założenia do nowego traktatu dla Unii Europejskiej. W 2008 na tle kwestii ratyfikacji traktatu lizbońskiego doszło do wewnątrzpartyjnego sporu między nim a Jorgosem Papandreu. W konsekwencji były premier wycofał się z aktywności partyjnej, a w 2009 nie kandydował do parlamentu na kolejną kadencję.